# برو به یکی بگو که باور کنه
«برو به یکی بگو که باور کنه» (انگلیسی: Tell That to the Marines) نام ترانه‌ای است که در سال ۱۹۱۸ میلادی و در دوران جنگ جهانی اول منتشر شد. اشعار ترانه را «هارولد آتریج» نوشته؛ آهنگ آن‌را «ژان شوارتز» و «آل جولسون» ساخته‌اند و توسط آل جولسون اجرا شده است.
بر اساس تخمین‌های کنونی از میزانِ فروش، این ترانه در روزگار خود، رتبهٔ دوم «۱۰۰ ترانه برتر ایالات متحده آمریکا» را بدست آورده است.
شعر ترانه، اشاره‌ای است به ضرب‌المثل انگلیسی «برو به یکی بگو که باور کنه» و در آن «ویلهلم دوم» (قیصر آلمان و پادشاه پروس) به‌طور مستقیم مورد خطاب قرار گرفته است.